# Milán-San Remo 1928
La Milán-San Remo 1928 fue la 21.ª edición de la Milán-San Remo. La carrera se disputó el 14 de abril de 1928. El vencedor final el italiano Costante Girardengo, que de esta manera conseguía su sexta y última victoria en esta carrera.

## Clasificación final
| Posición | Ciclista            | Equipo | Tiempo      |
| -------- | ------------------- | ------ | ----------- |
| 1        | Costante Girardengo | -      | 11h 36' 30" |
| 2        | Alfredo Binda       | -      | m. t.       |
| 3        | Giovanni Brunero    | -      | + 2' 30"    |
| 4        | Antonio Negrini     | -      | m. t.       |
| 5        | Luigi Giacobbe      | -      | + 7' 30"    |
| 6        | Pietro Chesi        | -      | m. t.       |
| 7        | Secondo Martinetto  | -      | + 10' 00"   |
| 8        | Pietro Bestetti     | -      | m. t.       |
| 9        | Egidio Picchiottino | -      | + 15' 30"   |
| 10       | Bartolomeo Aimo     | -      | + 16' 00"   |